# Woodside (Delaware)
Woodside es un pueblo ubicado en el condado de Kent en el estado estadounidense de Delaware. En el año 2000 tenía una población de 156 habitantes y una densidad poblacional de 436.5 personas por km².

## Geografía
Woodside se encuentra ubicado en las coordenadas 39°4′15″N 75°34′18″O / 39.07083, -75.57167.

## Demografía
Según la Oficina del Censo en 2000 los ingresos medios por hogar en la localidad eran de $54,250, y los ingresos medios por familia eran $53,750. Los hombres tenían unos ingresos medios de $35,417 frente a los $21,875 para las mujeres. La renta per cápita para la localidad era de $23,399. Alrededor del 7.9% de la población estaban por debajo del umbral de pobreza.

## Localidades adyacentes
Diagrama de las localidades a un radio de 16 km a la redonda de Woodside.